# Імператорська і Найчесніша Величність

Бразильська імператорська корона

"Його Імператорська і Найчесніша Величність" (порт.: "Sua Majestade Imperial e Fidelíssima"; скор.: S.M.I&F) —  подвійний титул, що використовували імператори Бразилії, які одночасно також були королями Португалії з 1825 по 1826 рік.

## Історія
29 серпня 1825 року, за посередництва Великої Британії, в Ріо-де-Жанейро було підписано португальсько-бразильську мирну угоду договір між Королівством Португалія і самопроголошеною Бразильської імперією, чим формально завершено португальско-бразильську війну.  
Жуан VI залишався королем Португалії і отримав титул імператора Бразилії - "Його Імператорська і Найчесніша Величність" до своєї смерті 26 березня 1826 році. 
Таким чином він став сувереном двох держав Бразилії та Португалії, першої як імператора, а другої як король, що символізувало особистий династичний союз двох португальськомовних країн.
Його наступник, король Педро IV, який під час португальсько-бразильської війни вже був проголошений імператором Бразилії, також почав використовувати цей титул після смерті батька. 
Відречення короля-імператора від португальського престолу 1826 року на користь його старшої доньки тодішньої імператорської принцеси Бразилії та принцеси де Бейра, майбутньої королеви Марії II, і народження імператорського принца Бразилії Педро, який негайно він став спадкоємцем бразильського престолу, а пізніше імператором Бразилії поклав край особистому союзу двох корон, що призвело до того, що титул перестав вживатись.